# عبد الله بن مساعد بن عبد العزيز آل سعود
الأمير عبد الله بن مساعد بن عبد العزيز آل سعود ابن الأمير مساعد بن عبد العزيز آل سعود والأميرة فاطمة بنت هاشم بن تركي بيك النجرس وله شقيق هو الأمير عبد الرحمن بن مساعد بن عبد العزيز آل سعود، الشاعر السعودي المشهور رئيس نادي الهلال السعودي سابقًا.
عبد الله بن مساعد أمير سعودي ورجل أعمال، شغل منصب رئيس الهيئة العامة للرياضة (التي عُرفت قبل ذلك باسم الرئاسة العامة لرعاية الشباب)، وكان رئيس نادي الهلال السعودي، وهو مؤسس ومالك مجموعة يونايتد ورلد القابضة المالكة لأندية شيفيلد يونايتد الإنجليزي وشاتورو الفرنسي وبيرشكوت البلجيكي والهلال يونايتد الإماراتي وكيريلا يونايتد الهندي إلى جانب استثمارات رياضية أخرى.

## نبذة شخصية
شغل الأمير عبد الله  بن مساعد بن عبد العزيز آل سعود منصب رئيس الهيئة العامة للرياضة (الرئاسة العامة لرعاية الشباب) من 26 يونيو 2014 إلى 22 أبريل 2017، ورئيس اللجنة الأولمبية العربية السعودية، ورئيس الاتحاد الرياضي للتضامن الإسلامي خلال الفترة ذاتها قبل الاستقالة من تلك المناصب في أبريل 2017. والدته هي الأميرة فاطمة بنت هاشم بن تركي بيك النجرس، وولد في 19 فبراير عام 1965 في الرياض قبل الانتقال للدراسة في بيروت ثم عاد إلى الرياض في سن العاشرة ودرس في مدارس الفيصلية في الرياض وانتقل بعدها إلى مدارس الرياض وحاز على الشهادة الثانوية بقسمها العلمي. التحق في جامعة الملك سعود في الرياض بكلية الهندسة - قسم الهندسة الصناعية، وتخرّج منها بشهادة البكالوريوس مع مرتبة الشرف الأولى، ثم حاز بعدها على شهادة الماجستير في الهندسة من جامعة الملك سعود في الرياض، وعمل معيدًا في هذه الجامعة قبل الاستقالة للتفرّغ للأعمال الخاصة.

## أهم إنجازاته العمليّة الخاصة
أسس الأمير عبد الله شركة خاصة هي الشركة السعودية لصناعة الورق التي ملك الجزء الأكبر منها إلى جانب بعض الشركاء. عمل الأمير عبد الله على تطوير الشركة التي اعتبرها القطاع الصناعي في المملكة من أكبر وأنجح الشركات السعودية إذ بلغت قيمتها حوالي ملياري ريال سعودي، وصُدّر بعض إنتاجها إلى عدد من المستوردين خارج المملكة. ترك الشركة للتركيز على مسؤوليات واهتمامات جديدة وباع حصته كاملة عام 2016.
تولى الأمير عبد الله رئاسة نادي الهلال السعودي مدة 18 شهرًا بين عاميّ 1423 هـ و1425 هـ (2002 – 2004) وفاز النادي خلال رئاسته بكأس وليّ العهد قبل الاستقالة ولا يزال عضو شرف في النادي وداعمًا له. خلال رئاسة شقيقه الأمير عبد الرحمن نادي الهلال تولى الأمير عبد الله مسؤولية الجانب الاستثماري للنادي.
الأمير عبد الله كان عضوًا في هيئة البيعة عن والده الأمير مساعد بن عبد العزيز وجرى بعدها تعيين أخيه الأمير بندر بن مساعد بن عبد العزيز في المنصب نفسه.

## الاستثمارات الرياضية
في الثالث من سبتمبر 2013 اشترى الأمير عبد الله حصة نسبتها 50٪ في نادي شيفيلد يونايتد الإنجليزي Sheffield United FC الذي كان يلعب آنذاك في دوري الدرجة الثانية EFL League One، وأصبح رئيسًا مشاركًا في فبراير 2018 إلى جانب كيفن مكيب (Kevin McCabe). وبعدما أصبح الأمير عبد الله الشريك الرئيسي لنادي شيفيلد يونايتد الإنجليزي صعد النادي إلى دوري الدرجة الأولى في صيف 2017 ثم إلى الدوري الإنجليزي الممتاز مع انتهاء موسم 2018/2019، وعاد النادي في سبتمبر 2019 إلى الدوري الإنجليزي الممتاز في موسم 2019/2020 بعد غياب استمر 12 عامًا. واستنادًا إلى حكم قضائي من المحكمة العليا في بريطانيا امتلك الأمير عبد الله النادي كاملاً وأتم بعدها الاستحواذ على عقارات النادي شاملة الاستاد والأكاديمية والفندق وغيرها.
مع مطلع عام 2018 أسس الأمير عبد الله مجموعة يونايتد ورلد United World التي أصبحت من أشهر الشركات الاستثمارية في المجال الرياضي عمومًا وكرة القدم بشكل خاص بعدما استحوذ من خلال مجموعة يونايتد ورلد على أندية وعلامات رياضية مختلفة في أوروبا، وأمريكا، والشرق الأوسط، والهند.
ويمكن اعتبار يونايتد وورلد باكورة جهد متواصل عمل الأمير عبد الله بن مساعد خلاله على زيادة عدد الأندية المنضوية تحت لواء يونايتد ورلد لتضم في الثلث الأخير من عام 2021 خمسة أندية في مختلف القارات. البداية كانت نادي شيفيلد يونايتد وفي منتصف عام 2018 امتلك الأمير عبد الله 50٪ من نادي كرة القدم البلجيكي بيرشكوت Beerschot في مدينة أنتويرب، وفي يناير 2020 رفع حصته في النادي إلى 75٪. والجدير بالذكر أن بيرشكوت وبعد سنتين من استثماره فيه صعد إلى الدوري البلجيكي الممتاز وذلك في نهاية موسم 2019/2020، كما فاز في نهائي كأس دوري الدرجة الأولى في الثاني من أغسطس 2020.
في تطوّر آخر أُعلن الأمير عبد الله في فبراير 2020 تأسيس نادي الهلال يونايتد في دبي (الإمارات العربية المتحدة) لأهداف عدّة منها اكتشاف المواهب وتدعيم أندية المجموعة مرافقة مع السعي لأن يكون الفريق أحد أكبر الأندية المخرّجة للاعبين الدوليين.
وفي أكتوبر 2020، أُعلن عن ملكية فريق كيرلا يونايتد الذي يلعب في دوري الدرجة الثانية I-League ومقره في كيرلا، الهند، كما تخطط المجموعة لإنشاء أكاديمية رياضية تعني بكرة القدم وترمي إلى المساهمة في تطوير كرة القدم الهندية التي بدأت تأخذ مكانها على الخارطة الآسيوية.
في مارس 2021، أُعلن تملكه نادي شاتورو La Berrichonne de Châteauroux الذي يلعب في دوري I-League ومقره مدينة شاتورو، فرنسا. وجاء قرار الاستثمار في فرنسا نظرًا إلى مستوى التطور الذي وصلت إليه كرة القدم في فرنسا على مدار العقد الماضي، إذ يُعد الدوري الفرنسي ضمن أكبر خمس دوريات في أوروبا، ويحظى بنسب مشاهدات عالية.
وشهدت مجموعة يونايتد ورلد منذ تأسيسها تطورًا كبيرًا يعكسه عدد مواقع المجموعة عالميًّا فوصلت قرب نهاية 2021 إلى نحو تسعة مواقع.

## الشغف والاهتمامات
الأمير عبد الله معروف بعشقه وشغفه بالرياضة منذ سنوات عمره الأولى وأعطاها في مراحل عدّة قسمًا مهمًا من حياته ولا يزال. ويضيف الأمير إلى الرياضة حبه للرياضيات والإحصاء والمطالعة الأدبية والعلميّة واهتمامه بالشعر، وهذا طبيعي إذ أن شقيقه عبد الرحمن شاعر مشهور. في التأليف نشر الأمير عبد الله عام 2001 الطبعة الأولى من كتاب «ألف ميل في خطوة واحدة» أُلحقت بطبعة ثانية في العام 2002، كما أعدّ وألف مجموعة من الدراسات والأوراق والمقالات باللغتين العربية والإنكليزية، وشارك ويشارك في المؤتمرات والندوات الاقتصادية والتنموية والاستثمارية والتقنية المهمة في مختلف دول العالم. يُضاف إلى ما تقدم تأسيس ودعم كرسي بحثي باسم والدته في جامعة الملك سعود مختص بأبحاث علميّة بذاتها.

## الأسرة
متزوج من جواهر بنت فهد بن عبد الله بن محمد بن عبد الرحمن آل سعود، وله من الأبناء والبنات:
- الأميرة سارة بنت عبد الله بن مساعد. متزوجة من الأمير عبد الله بن متعب بن عبد الله بن عبد العزيز آل سعود ولها من الأبناء الأميرة جواهر، والأمير متعب.
- الأميرة نوف بنت عبد الله بن مساعد. متزوجة من الأمير سعود بن منصور بن متعب بن عبد العزيز آل سعود ولها من الأبناء الأمير متعب، الأمير عبد الله، والأميرة لولوة.
- الأميرة لطيفة بنت عبد الله بن مساعد. متزوجة من الأمير مساعد بن خالد بن مساعد آل سعود ولها من الأبناء الأمير خالد.
- الأميرة ريم بنت عبد الله بن مساعد.
- الأمير عبد الرحمن بن عبد الله بن مساعد.
- الأميرة هيفاء بنت عبد الله بن مساعد.
- الأمير محمد بن عبد الله بن مساعد.

## وصلات خارجية
- صفحة عبد الله بن مساعد على موقع تويتر